# Spoorlijn Etzwilen - Singen
De spoorlijn Etzwilen - Singen was een Duitse / Zwitserse spoorlijn tussen Etzwilen, gemeente Wagenhausen (Zwitserland), in kanton Thurgau en het station  Singen (Hohentwiel) in de stad Singen. Het Duitse deel was als lijn 4320 onder beheer van DB Netze.

## Geschiedenis
Het traject werd door Schweizerischen Nationalbahn (SNB) op 17 juli 1875 geopend. Door het faillissement van de SNB in 1878 werd de bedrijfsvoering door de Schweizerischen Nordostbahn (NOB) overgenomen. Het traject werd in 1902 genationaliseerd en de bedrijfsvoering overgedragen aan de Schweizerischen Bundesbahnen (SBB). Op 31 mei 1969 werd het personenvervoer opgeheven. Het goederenvervoer werd op 12 december 2004 opgeheven. Op 27 januari 2006 werd het traject door de opgerichte stichtingen SEHR & RS en Eisenbahnbrücke Hemishofen gekocht.

### Spoorfiets
Op het traject tussen Ramsen en Hemishofen kan in de maanden april tot oktober 2011 tussen 11.00 en 16.00 uur op zondag of op aanvraag gebruik worden gemaakt van spoorfietsen. Deze spoorfietsen zijn geschik voor 2 tot 5 personen.

## Aansluitingen
In de volgende plaatsen was of is er een aansluiting van de volgende spoorwegmaatschappijen:

### Etzwilen
- Seelinie spoorlijn tussen Schaffhausen en Rorschach
- Winterthur - Etzwilen spoorlijn tussen Winterthur en Etzwilen

### Singen (Hohentwiel)

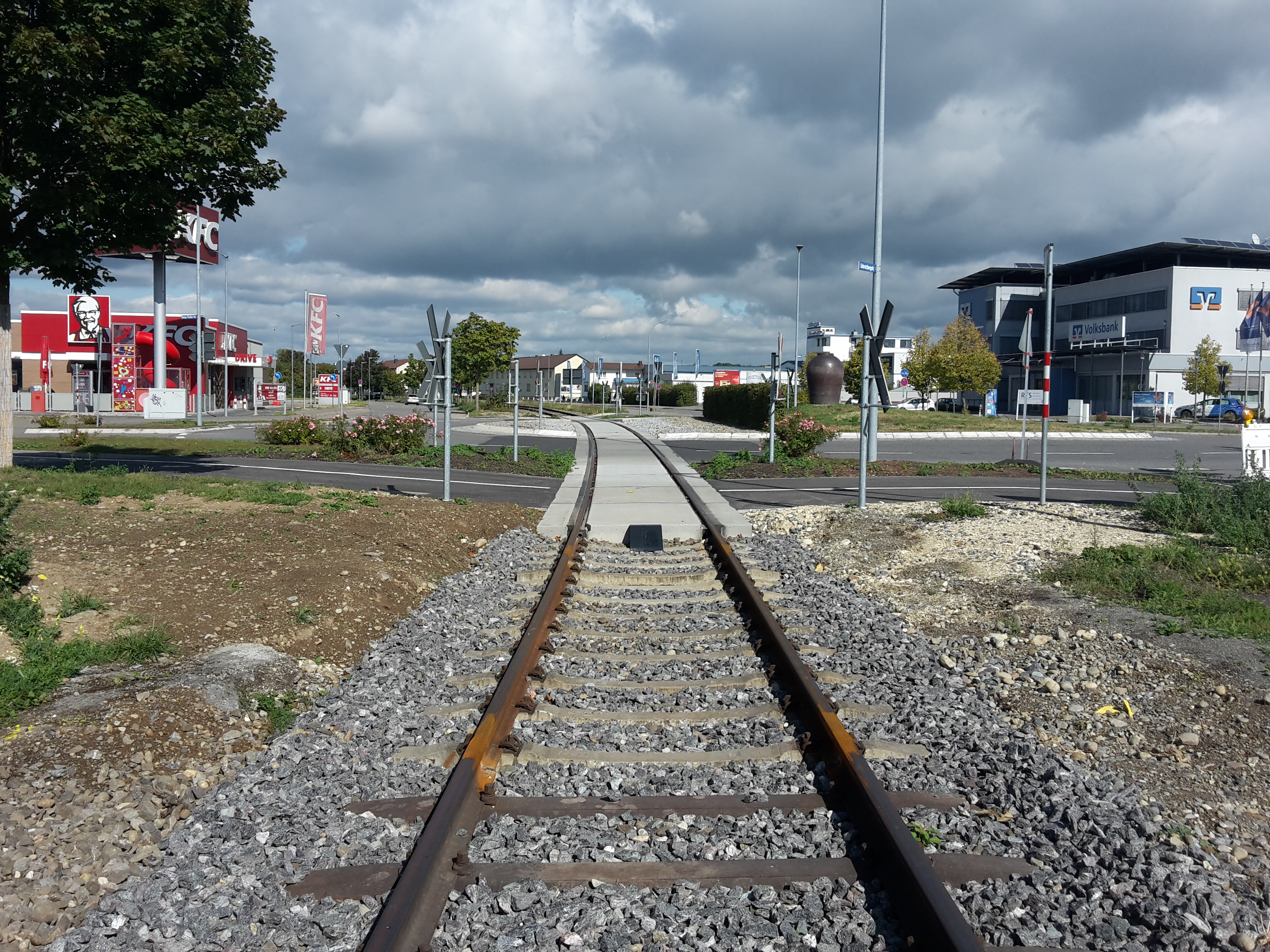
Rotonde in Singen, waar de spoorlijn sinds 2019 weer overheen loopt

In Singen zijn een paar honderd meter spoorlijn opgebroken ten behoeve van een verkeersplein. Het gemeentebestuur heeft in 2019 de sporen laten herleggen.
- Hochrheinbahn spoorlijn tussen Bazel en Konstanz
- Schwarzwaldbahn spoorlijn tussen Offenburg en Singen (Hohentwiel)
- Gäubahn spoorlijn tussen Stuttgart en Singen (Hohentwiel)